# Genius Bar

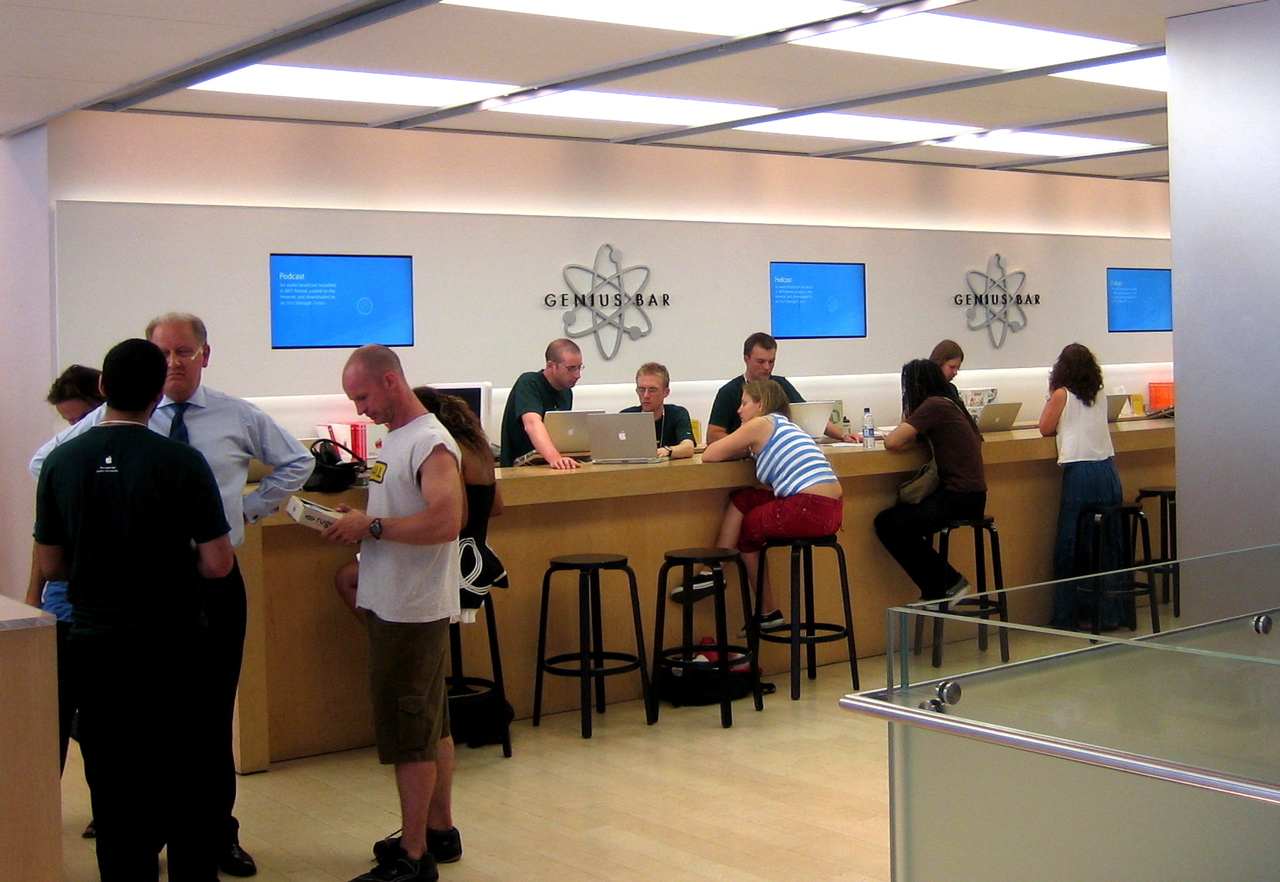
Genius Bar em uma Apple Store em Londres

O Genius Bar é uma estação localizada no interior de cada Apple Store, cujo objetivo consiste em oferecer ajuda e apoio aos produtos Apple. Ron Johnson, antigo Vice-Presidente de Varejo, já chegou a dizer que Genius Bar seria como o "coração e a alma das nossas lojas [lojas da Apple]". Mac Geniuses são especialmente treinados e certificados para trabalhar nos Genius Bar. Sua missão é ajudar os clientes com hardware Apple e software. Todas as reparações no interior da loja de produtos Apple são realizadas por Mac Geniuses.